# Cornutia pubescens
Cornutia pubescens là một loài thực vật có hoa trong họ Hoa môi. Loài này được C.F.Gaertn. mô tả khoa học đầu tiên năm 1807.